# Mistrzostwa Świata w Lekkoatletyce 2013 – skok o tyczce kobiet
Skok o tyczce kobiet – jedna z konkurencji technicznych rozegranych podczas lekkoatletycznych mistrzostw świata na Łużnikach w Moskwie. Obrończynią tytułu mistrzowskiego z 2011 roku była Brazylijka Fabiana Murer.

## Terminarz
| Data        | Godzina |            |
| ----------- | ------- | ---------- |
| 11 sierpnia | 19:10   | Eliminacje |
| 13 sierpnia | 19:35   | Finał      |

## Rekordy
Tabela prezentuje rekord świata, rekordy poszczególnych kontynentów, mistrzostw świata, a także najlepszy rezultat na świecie w sezonie 2013 przed rozpoczęciem mistrzostw:
|                                                | Zawodnik          | Wynik         | Miejsce      | Data                  |
| ---------------------------------------------- | ----------------- | ------------- | ------------ | --------------------- |
| Rekord świata                                  | Jelena Isinbajewa | 5,06          | Zurych       | 28 sierpnia 2009(dts) |
| Listy światowe                                 | Jennifer Suhr     | 5,02 (w hali) | Albuquerque  | 2 marca 2013(dts)     |
| Rekord mistrzostw świata                       | Jelena Isinbajewa | 5,01          | Helsinki     | 12 sierpnia 2005(dts) |
| Rekord Afryki                                  | Elmarie Gerryts   | 4,42          | Wesel        | 12 czerwca 2000(dts)  |
| Rekord Azji                                    | Gao Shuying       | 4,64          | Nowy Jork    | 2 czerwca 2007(dts)   |
| Rekord Ameryki Północnej, Środkowej i Karaibów | Jennifer Suhr     | 4,92          | Eugene       | 6 lipca 2008(dts)     |
| Rekord Ameryki Południowej                     | Fabiana Murer     | 4,85          | San Fernando | 4 czerwca 2010(dts)   |
| Rekord Europy                                  | Jelena Isinbajewa | 5,06          | Zurych       | 28 sierpnia 2009(dts) |
| Rekord Australii i Oceanii                     | Kym Howe          | 4,65          | Saulheim     | 30 czerwca 2007(dts)  |

## Minima kwalifikacyjne
Aby zakwalifikować się do mistrzostw, należało wypełnić minimum kwalifikacyjne. Każdy komitet narodowy mógł zgłosić maksymalnie trzy zawodniczki do startu w tej konkurencji. Jedna z nich mogła mieć spełnione minimum B, pozostałe musiały wypełnić warunek A.
| Minimum A | Minimum B |
| --------- | --------- |
| 4,60      | 4,50      |

## Rezultaty

### Kwalifikacje
| Roz. | Grupa | Zawodniczka            | Reprezentacja     | 4.15 | 4.30 | 4.45 | 4.55 | 4.60 | Rezultat | Uwagi |
| ---- | ----- | ---------------------- | ----------------- | ---- | ---- | ---- | ---- | ---- | -------- | ----- |
| 1    | A     | Jelena Isinbajewa      | Rosja             | -    | -    | -    | o    |      | 4.55     | q     |
| 1    | A     | Silke Spiegelburg      | Niemcy            | -    | -    | o    | o    |      | 4.55     | q     |
| 1    | B     | Angielina Krasnowa     | Rosja             | -    | o    | o    | o    |      | 4.55     | q     |
| 1    | B     | Jiřina Ptáčníková      | Czechy            | -    | o    | o    | o    |      | 4.55     | q     |
| 5    | A     | Li Ling                | Chiny             | o    | xo   | o    | o    |      | 4.55     | q, PB |
| 6    | B     | Anastasija Sawczenko   | Rosja             | -    | o    | o    | xo   |      | 4.55     | q     |
| 6    | B     | Jenn Suhr              | Stany Zjednoczone | -    | -    | -    | xo   |      | 4.55     | q     |
| 8    | B     | Lisa Ryzih             | Niemcy            | -    | xo   | xxo  | xo   |      | 4.55     | q     |
| 9    | B     | Fabiana Murer          | Brazylia          | -    | -    | -    | xxo  |      | 4.55     | q     |
| 9    | A     | Marion Lotout          | Francja           | o    | o    | o    | xxo  |      | 4.55     | q     |
| 9    | A     | Yarisley Silva         | Kuba              | -    | -    | o    | xxo  |      | 4.55     | q     |
| 9    | A     | Kristina Gadschiew     | Niemcy            | -    | o    | o    | xxo  |      | 4.55     | q     |
| 13   | A     | Nikoleta Kyriakopoulou | Niemcy            | -    | o    | o    | xxx  |      | 4.45     |       |
| 13   | A     | Becky Holliday         | Stany Zjednoczone | -    | o    | o    | xxx  |      | 4.45     |       |
| 15   | B     | Nicole Büchler         | Szwajcaria        | -    | o    | xo   | xxx  |      | 4.45     |       |
| 16   | B     | Angelica Bengtsson     | Szwecja           | o    | xo   | xo   | xxx  |      | 4.45     |       |
| 17   | B     | Carolin Hingst         | Niemcy            | o    | o    | xxo  | -    | xxx  | 4.45     |       |
| 18   | B     | Tori Pena              | Irlandia          | -    | o    | xxx  |      |      | 4.30     |       |
| 19   | A     | Karla Rosa da Silva    | Brazylia          | o    | xo   | xxx  |      |      | 4.30     |       |
|      | A     | Kylie Hutson           | Stany Zjednoczone | -    | xxx  |      |      |      |          |       |
|      | A     | Anna Rogowska          | Polska            | -    | -    | xxx  |      |      |          |       |
|      | B     | Stélla-Iró Ledáki      | Niemcy            | xxx  |      |      |      |      |          |       |

### Finał
| Roz. | Zawodniczka          | Reprezentantka    | 4.30 | 4.45 | 4.55 | 4.65 | 4.75 | 4.82 | 4.89 | 4.96 | 5.02 | 5.07 | Rezultat | Uwagi |
| ---- | -------------------- | ----------------- | ---- | ---- | ---- | ---- | ---- | ---- | ---- | ---- | ---- | ---- | -------- | ----- |
| 01 ! | Jelena Isinbajewa    | Rosja             | –    | –    | –    | xo   | o    | xo   | o    | –    | –    | xxx  | 4.89     | SB    |
| 02 ! | Jenn Suhr            | Stany Zjednoczone | –    | –    | o    | –    | o    | xo   | xxx  |      |      |      | 4.82     |       |
| 03 ! | Yarisley Silva       | Kuba              | –    | –    | o    | xxo  | xo   | xxo  | xxx  |      |      |      | 4.82     |       |
| 4    | Silke Spiegelburg    | Niemcy            | –    | o    | o    | o    | o    | xxx  |      |      |      |      | 4.75     | SB    |
| 5    | Fabiana Murer        | Brazylia          | –    | –    | o    | o    | xxx  |      |      |      |      |      | 4.65     |       |
| 5    | Anastasija Sawczenko | Rosja             | o    | o    | o    | o    | xxx  |      |      |      |      |      | 4.65     |       |
| 7    | Angielina Krasnowa   | Rosja             | o    | o    | o    | xo   | xxx  |      |      |      |      |      | 4.65     |       |
| 8    | Lisa Ryzih           | Niemcy            | –    | o    | xo   | xxx  |      |      |      |      |      |      | 4.55     | SB    |
| 8    | Jiřina Ptáčníková    | Czechy            | o    | o    | xo   | xxx  |      |      |      |      |      |      | 4.55     |       |
| 10   | Kristina Gadschiew   | Niemcy            | o    | o    | xxx  |      |      |      |      |      |      |      | 4.45     |       |
| 11   | Li Ling              | Chiny             | xo   | o    | xxx  |      |      |      |      |      |      |      | 4.45     |       |
| 12   | Marion Lotout        | Francja           | o    | xo   | xxx  |      |      |      |      |      |      |      | 4.45     |       |